# Temelucha cylindrator
Temelucha cylindrator är en stekelart som beskrevs av Narolsky 1987. Temelucha cylindrator ingår i släktet Temelucha och familjen brokparasitsteklar. Inga underarter finns listade i Catalogue of Life.